# 犬吠埼温泉
犬吠埼温泉（いぬぼうさきおんせん）は、千葉県銚子市（旧国下総国）にある温泉郷。犬吠温泉・潮の湯温泉・屏風ヶ浦温泉などとも呼称される。水郷筑波国定公園に含まれる景勝地。

## 泉質
源泉が3種類存在する。
- 源泉名：潮の湯（日本温泉協会認定[1]）
  - 泉質：ナトリウム・カルシウム塩化物泉
  - 湧出量：毎分470リットル
- 源泉名：黒潮の湯
  - 泉質：ナトリウム塩化物強塩泉
  - 源泉温度：27℃
  - 湧出量：毎分300リットル
- 源泉名：屏風ヶ浦温泉

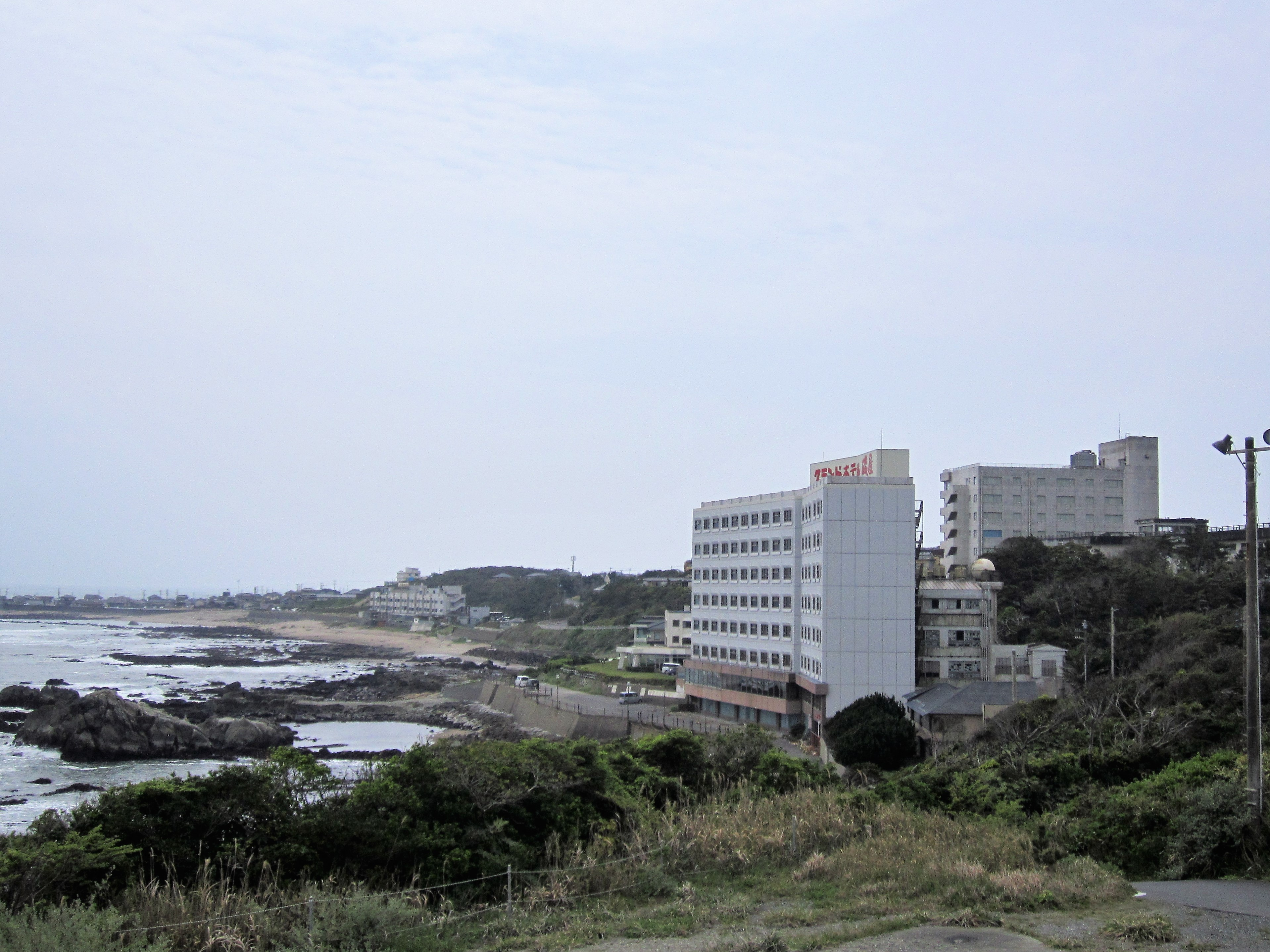
犬吠埼温泉景観（2019年4月）

  - 泉質：ナトリウム塩化物冷鉱泉（低張性・弱アルカリ性・冷鉱泉）
  - 湧出量：毎分160リットル（掘削・動力揚湯）
  - 源泉所在地：千葉県銚子市三崎町三丁目52番地

### 効能
- 神経痛、筋肉痛、慢性消化器痛、冷え性、疲労回復ほか
※注 効能はその効果を万人に保証するものではない。

## 温泉街

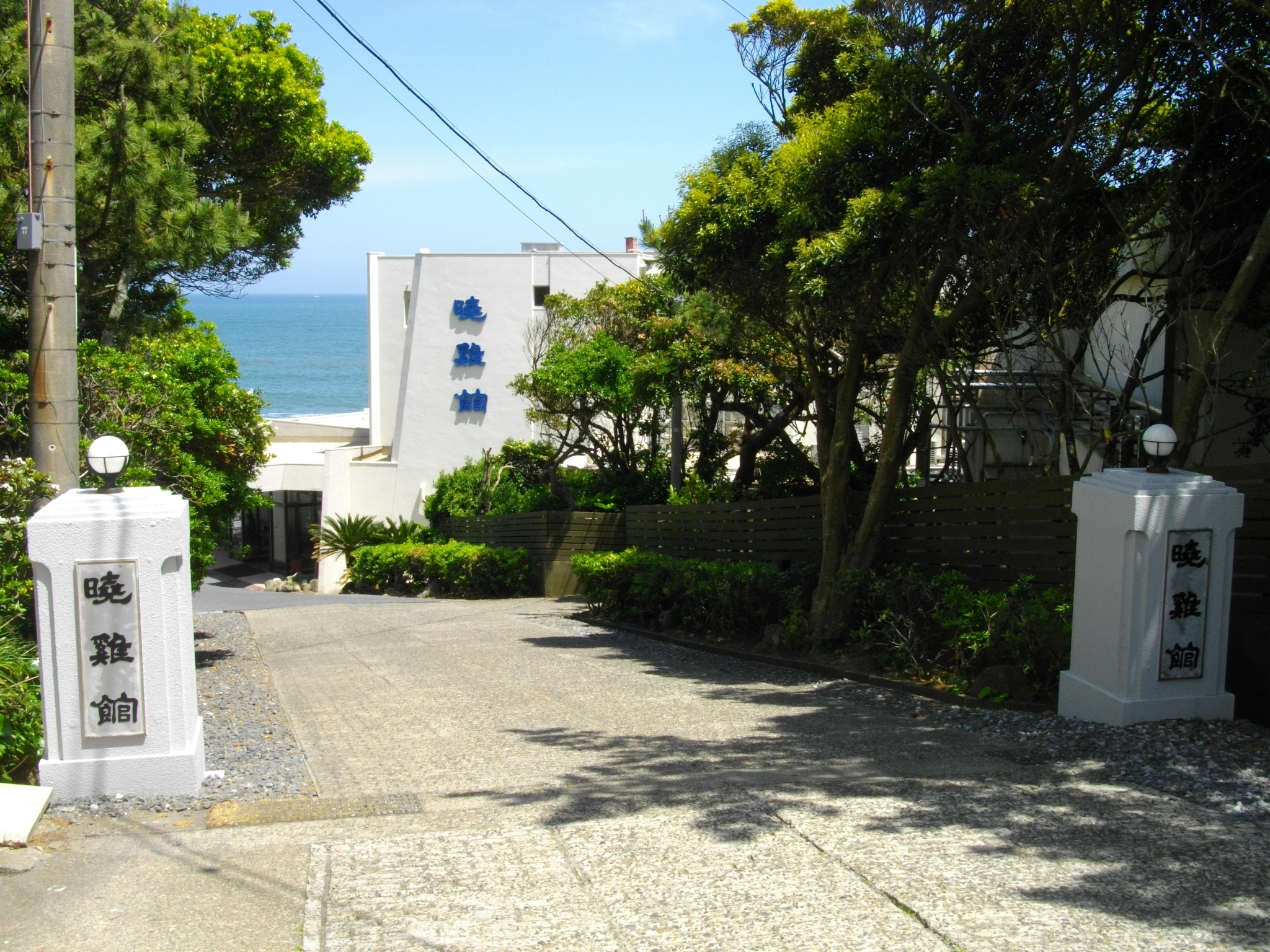
ぎょうけい館

犬吠埼の周辺に複数のホテル、旅館が存在するが、そのうちの6軒に温泉が引かれている。いずれの宿も、太平洋に面した露天風呂・日の出の光景を名物としている。独自に足湯を整備している宿もある。

### 温泉が引かれている旅館・ホテル
銚子市観光協会に掲載の旅館・ホテル。
- ホテル&スパ月美 太陽の里
  - 別邸 海と森
- 絶景の宿 犬吠埼ホテル（黒潮の湯源泉）
- 犬吠埼観光ホテル（潮の湯温泉源泉）
- ホテルニュー大新
- ぎょうけい館

## 歴史
観光名所で、保養地としても歴史ある犬吠埼周辺には1874年（明治7年）創業のぎょうけい館を始め、多数の観光ホテル・旅館・民宿が営業しているが、長らく温泉が湧出していなかった。
1996年（平成8年）に入り、当地にある犬吠埼観光ホテルが温泉開発を実施。1,066メートルボーリングを実施して潮の湯温泉源泉開湯に成功する。以降、温泉地としての歴史も始まった。その後、2000年（平成12年）に絶景の宿 犬吠埼ホテルも1,300メートルボーリングにより黒潮の湯を開発している。

## 交通

### 公共交通機関

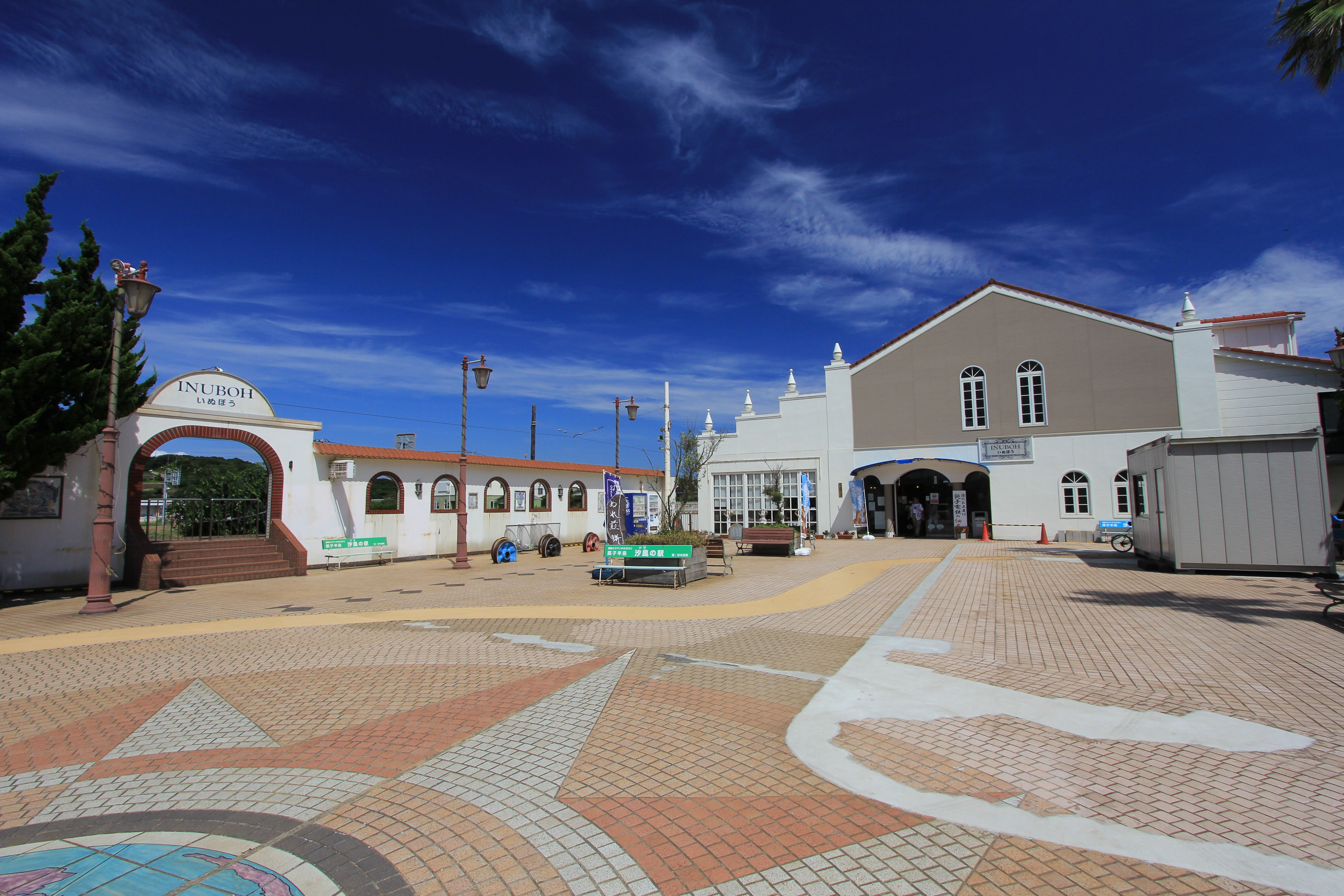
銚子電鉄 犬吠駅

#### 鉄道
- 銚子電鉄 犬吠駅

#### 高速バス
- バスターミナル東京八重洲発、京成バス（銚子・旭ルート）より、「犬吠埼」下車

### 自動車

#### 一般道路
- 千葉県道254号銚子公園線
- 千葉県道286号愛宕山公園線（銚子ドーバーライン）

#### 高速道路
- 銚子連絡道路 松尾横芝インターチェンジより、国道126号を経由し千葉県道286号愛宕山公園線（銚子ドーバーライン）先

#### 駐車場
- 無料駐車場 犬吠埼灯台駐車場のほか、海水浴場周辺や各施設ごとに駐車場有

## 周辺情報

### 名所・旧跡
- 犬吠埼灯台
- 犬吠テラステラス
- 君ヶ浜しおさい公園
- 銚子電気鉄道線
- 銚子漁港（特定第3種漁港）
- 屏風ヶ浦
- 地球の丸く見える丘展望館
- 水産ポートセンター
  - 銚子ポートタワー
  - ウォッセ21
- 銚子海洋研究所

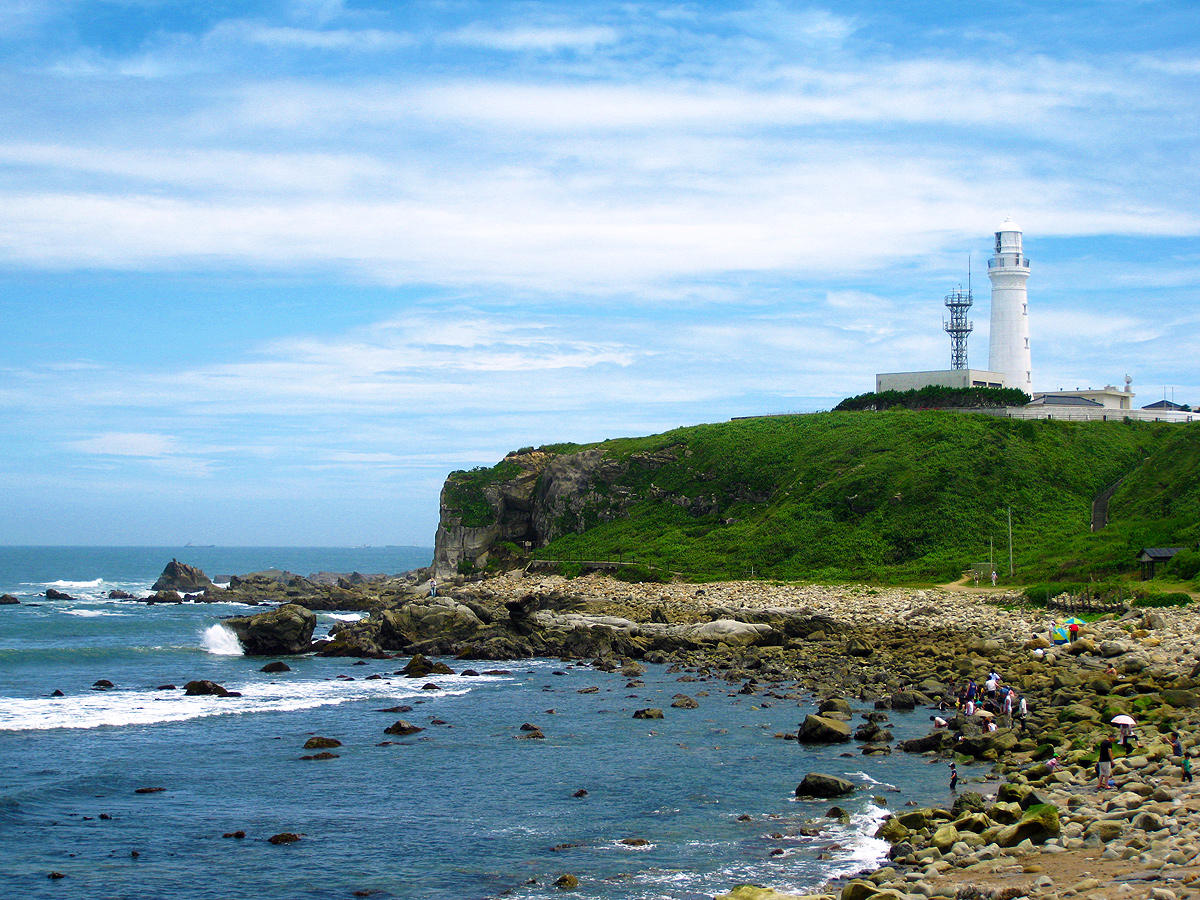
犬吠埼灯台

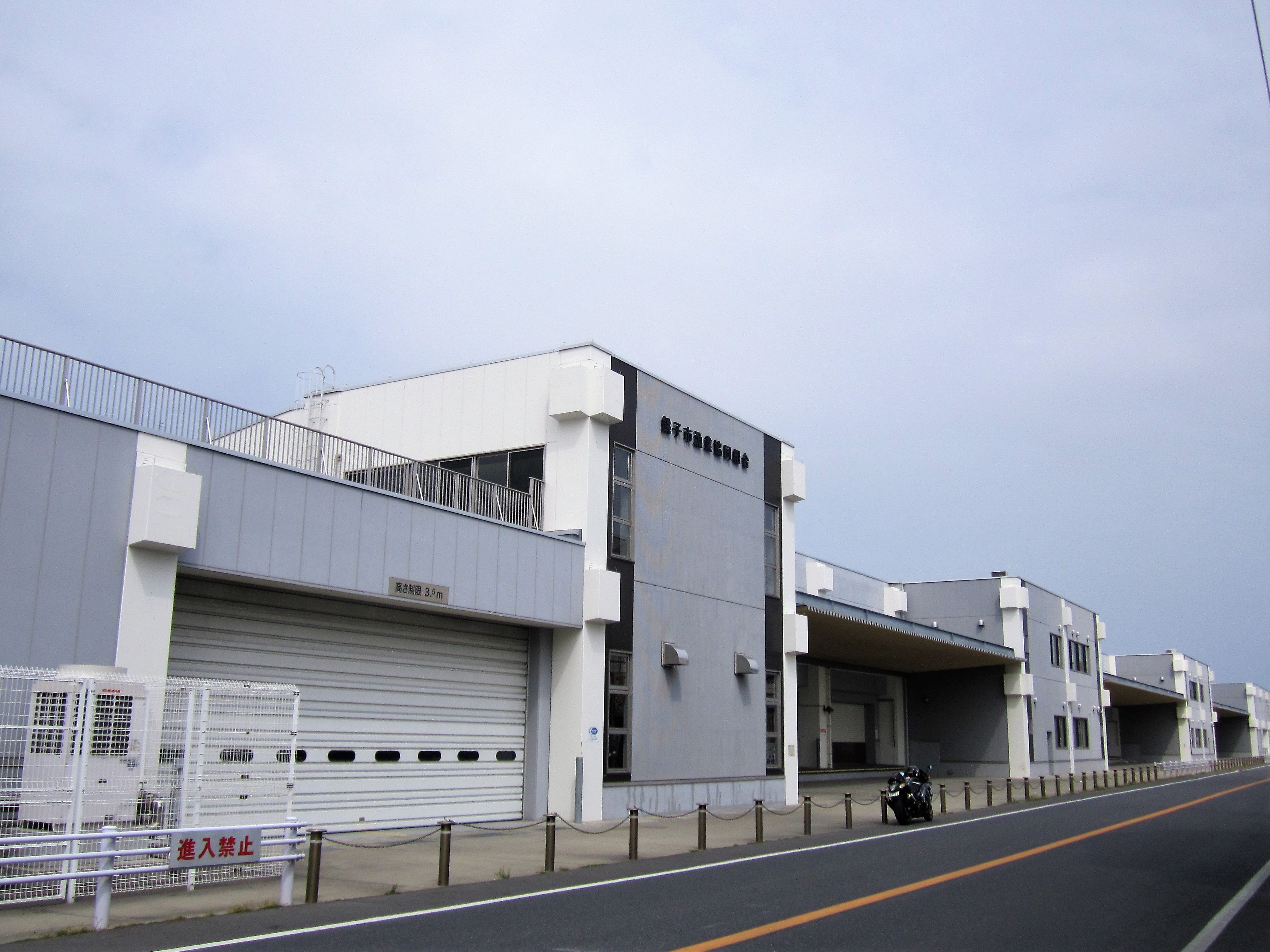
銚子漁港中央市場

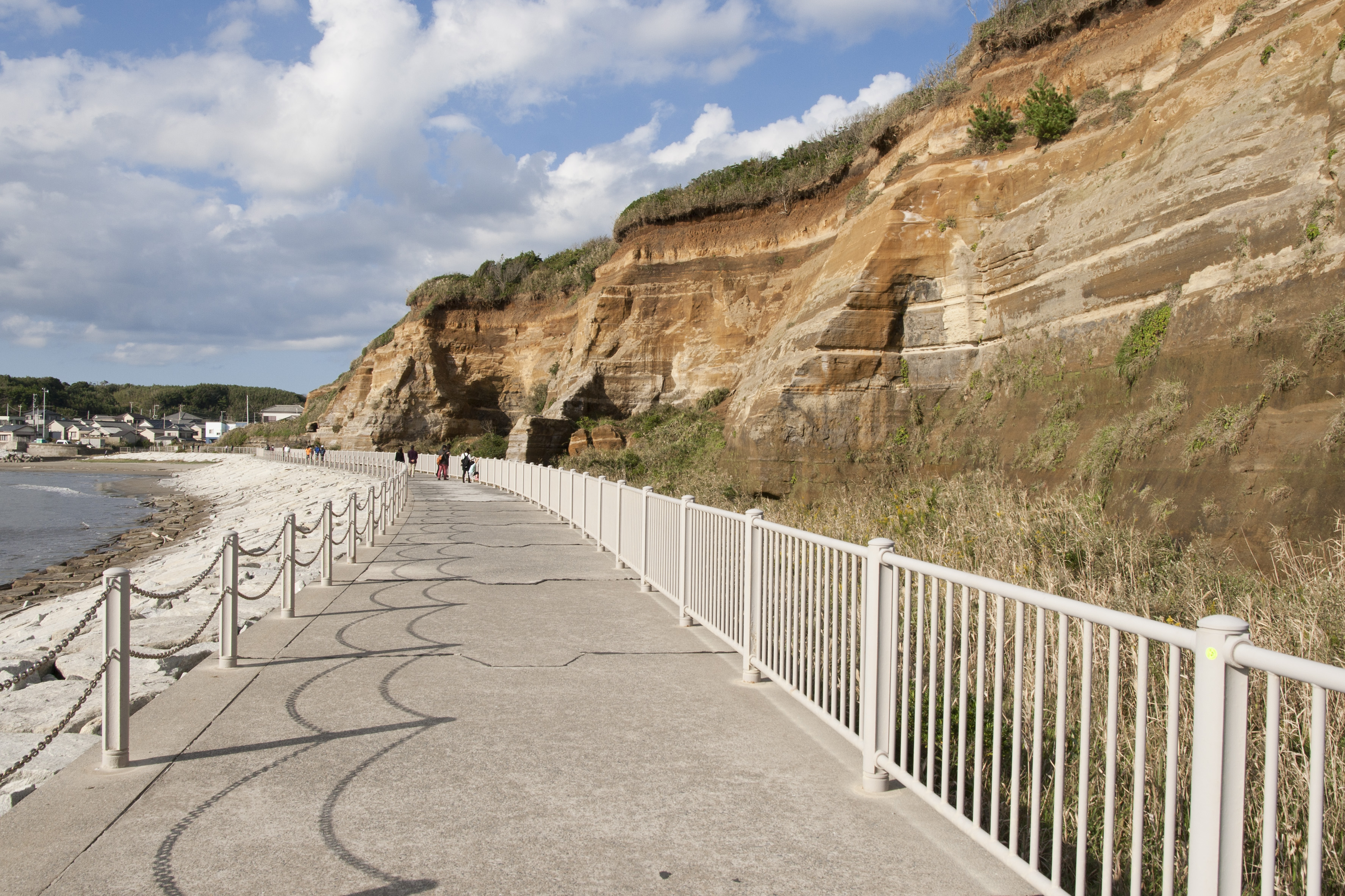
屏風ヶ浦遊歩道

  - ホエールウォッチング、イルカウォッチング

### 旧跡

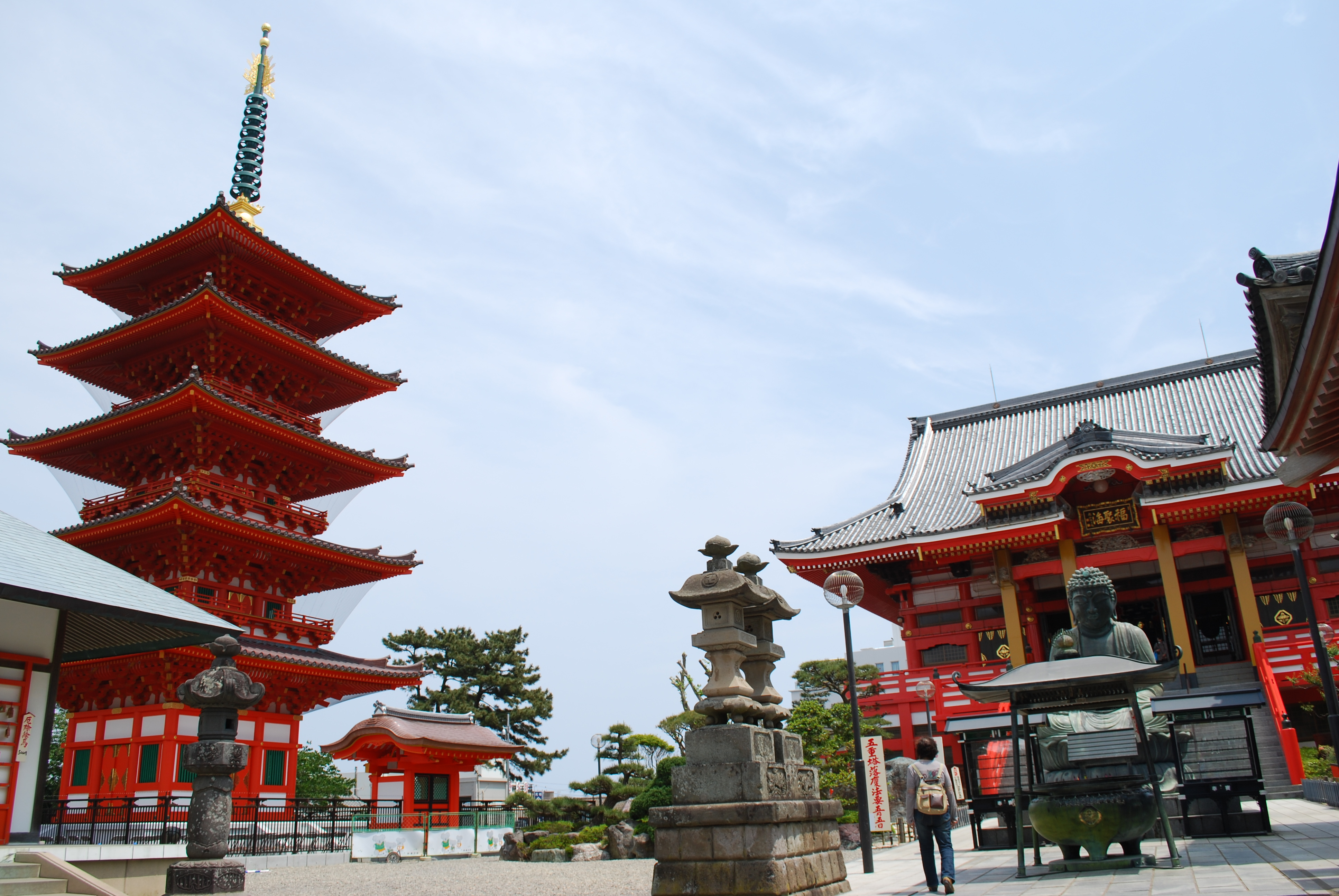
円福寺（飯沼観音）

- 円福寺（坂東三十三観音27番・飯沼観音）
- 満願寺（坂東三十三観音番外）
- 常燈寺
  - 木造薬師如来坐像（国の重要文化財）
  - 本堂、宮殿、棟札（千葉県指定文化財）

### 祭事・催事
- 銚子はね太鼓[3]

### 日本遺産
- 外川の街並み（江戸時代の計画都市）

### 文豪の地
風光明媚な海岸線はかつて数々の文人、墨客が訪れる「文豪の地」として親しまれ、銚子市内には歌碑、詩碑が多く立つ。

#### 代表作
- 高浜虚子「犬吠の 今宵の朧 待つとせん」
- 松尾芭蕉「枯枝に からすのとまりけり 秋の暮」
- 国木田独歩「なつかしき わが故郷は 何処ぞや 彼処にわれは 山林の児なりき」
- 小川芋銭「銚子灘朝暾 大海を 飛びいつる如と 初日の出」
- 尾崎咢堂「朝またき 彼方の岸は アメリカと 聞て瓜立つ おはしまのはし（瑞鶴荘にて）」
- 佐藤春夫「ここに来て をみなにならひ 名も知らぬ草花をつむ みづからの影踏むわれは 仰がねば 燈台の高さを 知らず 波のうねうね ふる里のそれには如かず ただ思ふ 荒磯に生ひて 松のいろ 錆びて 黝きを わが心 錆びて黝きを」
- 源俊頼「磐はしる 外川の滝の むすぶ手も しばしはよどむ 淀むせもあれ」